# Кеисуке Осако
Кеисуке Осако (јап. 大迫 敬介; 28. јул 1999) јапански је фудбалер.

## Репрезентација
За репрезентацију Јапана дебитовао је 2019. године. За национални тим одиграо је 2 утакмице.

## Статистика
| Јапан  | Јапан | Јапан |
| Год.   | Ута.  | Гол.  |
| ------ | ----- | ----- |
| 2019   | 2     | 0     |
| 2022   | 1     | 0     |
| 2023   | 4     | 0     |
| 2024   | 1     | 0     |
| Укупно | 8     | 0     |